# Grupuri etnice din Arabia Saudită
Arabii Arabi, cunoscuți și sub numele de Saudi, sunt popoarele arabe nativiste din Arabia Saudită. Ele formează 60.7% din întreaga populație, care este de aproximativ 19.3 milioane și, astfel, sunt de departe cel mai mare grup etnic din țară. Ei vorbesc limba națională, precum și limba maternă, limba araba peninsulară sau limba arabă sudică. La începutul lui 1900, saudienii erau în mare parte nomazi, dar datorită creșterii economice și urbanizării rapide, aproape toată populația este stabilită și se află în principal în trei orașe. Acestea sunt Riyad, Jeddah și Dammam.
Sirienii se referă la poporul arab al Siriei, o țară mică situată la nord de Arabia Saudită în Asia de Vest. Ele formează 9.7% din întreaga populație, care poate fi estimată aproximativ ca număr de milioane 2.6. Unii dintre acești sirieni sunt nevoiți să părăsească țara din cauza creșterii șomajului sau a instabilității politice. Au existat declarații contradictorii cu privire la faptele privind soluționarea situației sirienilor din țară, deoarece se confrunta, de asemenea, cu critici semnificative pentru lipsa furnizării de locuințe acestor refugiați.
Persoanele din India din Arabia Saudită cuprind al doilea cel mai mare grup expatriat din țară după cele din Siria. A existat o creștere graduală a numărului de indieni din țară de la 1975 la 2004. În 2015, numărul imigranților sa dublat datorită semnării acordului de gestionare și recrutare a lucrătorilor casnici în ianuarie 2014 de către ambele națiuni. De asemenea, a existat o prevedere care garanta plata a $ 2,500 fiecărui angajat recrutat, prin urmare, mai mulți oameni au migrat în Arabia Saudită pentru angajare.
Există și alte grupuri etnice mai mici în țară, pe lângă cele menționate mai sus. Acestea includ pakistanezii cu strămoși pakistanezi, inclusiv pe cei născuți fie în interiorul, fie în afara Arabiei Saudite. Filipinezii se referă la cei care au migrat fie din Filipine în Arabia Saudită, fie s-au născut în țară, dar cu descendență din Filipine. Mulți dintre cei care au citat strămoșii din Bangladesh au venit în Arabia Saudită în primul rând ca lucrători. Mulți egipteni au sosit în Arabia Saudită după ce monarhia egipteană a fost răsturnată în 1950.

## Arabia Saudită - grupuri etnice și naționalități
| rang | Grupul etnic sau cetățenia străină       | Ponderea populației din Arabia Saudită |
| ---- | ---------------------------------------- | -------------------------------------- |
| 1    | Arabii saudiți (Arabii nativi)           | 60.7%                                  |
| 2    | Sirieni                                  | 9.7%                                   |
| 3    | Hinduși                                  | 7.8%                                   |
| 4    | Asociația africană și asiatică combinată | 6.7%                                   |
| 5    | Pakistanezi                              | 4.6%                                   |
| 6    | Filipinezi                               | 4.6%                                   |
| 7    | Bengalezi                                | 4.0%                                   |
| 8    | Egipteni                                 | 2.7%                                   |
| 9    | Yemeniți                                 | 2.4%                                   |